# İçeribükü, Çaybaşı
İçeribükü là một xã thuộc huyện Çaybaşı, tỉnh Ordu, Thổ Nhĩ Kỳ. Dân số thời điểm năm 2010 là 183 người.